# Edmund Jenings

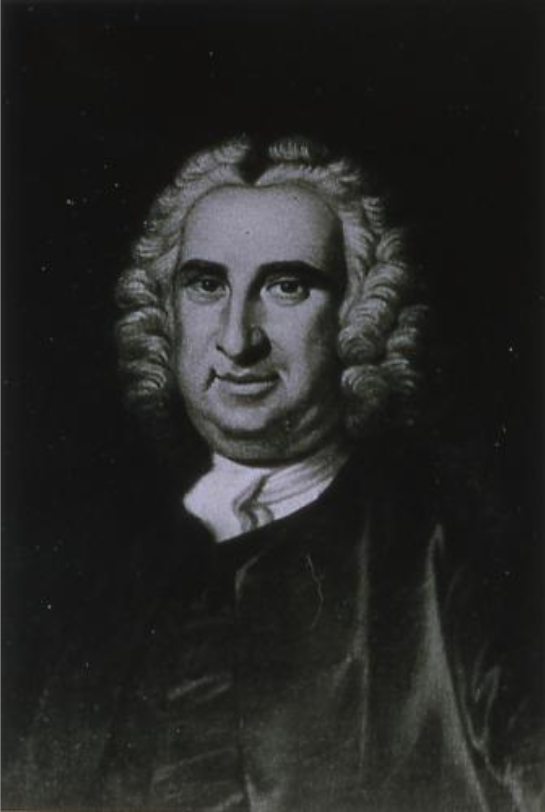
Edmund Jenings

Edmund Jenings (* 1659 in Ripon, Yorkshire; † 1727 in York County, Virginia) war ein britisch-amerikanischer Politiker.

## Leben
Jenings war ein jüngerer von vier Söhnen des englischen Unterhausabgeordneten Sir Edmund Jenings (1626–1691) aus dessen Ehe mit Margaret Barkham, Tochter des Unterhausabgeordneten Sir Edward Barkham, 1. Baronet. In seiner Jugend wurde er am Middle Temple in London zum Rechtsanwalt ausgebildet.
1680 wurde er zum Attorney General der Colony of Virginia ernannt. Wann er dieses Amt niederlegte, ist nicht gänzlich geklärt und wird zwischen 1691 und 1700 datiert. Er heiratete 1688 Frances Corbin († 1713), die Tochter des in Virginia einflussreichen Politikers Henry Corbin. Daraufhin stieg er 1691 zum Gouverneursrat und 1696 zum stellvertretenden Secretary of State auf. Als sein Vorgesetzter verstarb, übernahm er 1702 den Posten des Secretary of State. Von 1703 bis 1705 stellte Jenings in England die für Virginia geltenden Gesetze zusammen und kehrte darauf nach Virginia zurück. Dort übernahm er nach dem plötzlichen Tod Edward Notts 1706 als Leiter des Gouverneursrats stellvertretend das Amt des Gouverneurs. Notts eigentlicher Nachfolger, Robert Hunter, konnte das Amt nicht ausüben, da er vor seiner Ankunft in Virginia in französische Gefangenschaft geraten war. Jenings Amtszeit endete 1710 mit der Ankunft seines Nachfolgers Alexander Spotswood. Politisch galt er als ein Moderater. Der Historiker Thomas Daniel Knight urteilt, dass Jenings als Gouverneur wenig Initiative gezeigt habe und sich meist dem Willen des Gouverneursrats unterworfen habe.
1711 kehrte Jenings nach England zurück. Sein Nachfolger als Secretary of State wurde 1712 William Cocke, ein Vertrauter von Spotswood; Jenings blieb jedoch Gouverneursrat und kehrte einige Jahre später nach Virginia zurück. 1720 bis 1722 diente er erneut als Secretary of State. Als Gouverneur Hugh Drysdale 1726 verstarb, sollte Jenings das Amt eigentlich erneut stellvertretend übernehmen. Auf Grund einer akuten Krankheit – möglicherweise einem Schlaganfall oder Parkinson – wurde er jedoch für wahnsinnig und für das Gouverneursamt ungeeignet erklärt. Er wurde aus dem Gouverneursrat entfernt und verstarb hoch verschuldet ein Jahr später.